# Вулиця Протасевича (Тернопіль)
Вулиця Протасевича — одна з вулиць в м. Тернопіль, розташована в межах житлового мікрорайону «Східний». Названа на честь Тараса Протасевича — тернополянина, учасника війни в Афганістані, який загинув у 1986 році. 
Попередня назва — вулиця Хмельницька.

## Відомості
Пролягає в напрямку від Збаразького кільця до Гаївського перехрестя. 
Дотичні вулиці — просп. С.Бандери, Лесі Українки. 
Нумерація житлових будинків — 2, 4, 4А, 6, 8, 10, 14, 16, 16А, 16Б, 18, 18А, 20, 20А, 22.
На стіні будинку №2 знаходиться меморіальна дошка воїну-афганцю Тарасу Протасевичу, яку відкрито 16 червня 2013 року.
На вулиці знаходиться дошкільний навчальний заклад № 6 (Протасевича, 8А) та спеціалізована школа І-ІІІ ступенів №17 (Протасевича, 6А).

## Транспорт
Вулиця є однією з найінтенсивніших магістралей міста. Тут курсують (по всій вулиці чи частково) автобусні маршрути №1, 11, 12, 14, 18, 21, 24, 37, 38, тролейбуси №2, 4, 5, 6, 7.